# (5474) Gingasen
(5474) Gingasen est un astéroïde de la ceinture principale.

## Description
(5474) Gingasen est un astéroïde de la ceinture principale. Il fut découvert le 3 décembre 1988 à Kitami par Tetsuya Fujii et Kazuro Watanabe. Il présente une orbite caractérisée par un demi-grand axe de 2,38 UA, une excentricité de 0,07 et une inclinaison de 6,1° par rapport à l'écliptique.

## Compléments